# Смерть после полудня
«Смерть после полудня» (англ. Death in the Afternoon) — произведение Эрнеста Хемингуэя, вышедшее в 1932 году и посвящённое традициям испанской корриды.
Писатель пронёс любовь к Испании и к бою быков через всю жизнь, отразив это на страницах своих книг и репортажей. В специальном трактате на эту тему он постарался представить насыщенное деталями и технически точное описание корриды, снабдив его специально подобранными фотографиями и словарём терминов, а также собрав биографии лучших матадоров прошлого и своего времени. При создании книги её замысел был расширен, возникли новые задачи — понять сущность искусства боя быков и найти среди матадоров настоящего героя, установив таким образом правила и нормы поведения в жизни — и были сделаны определённые выводы для жизни и искусства, в частности, литературы.

## История создания
В 1929 году разразился мировой экономический кризис, который среди прочего отразился и на книгоиздательстве. В США в этот период Эрнест Хемингуэй считался самым успешным автором; несмотря на Депрессию, его роман «Прощай, оружие!» стал самым большим бестселлером и вскоре занял первое место в списке, что положительно отразилось на доходах писателя, который теперь мог себе позволить путешествовать по миру и вести образ жизни, к которому стремился. Биограф писателя Джеймс Мэллоу считает, что благодаря роману «Прощай, оружие!» Хемингуэй сумел достичь статуса основного американского писателя того времени, а сама книга имеет высокий уровень сложности, которого не было в его предыдущем романе «И восходит солнце», основное место действия которого разворачивается в Испании.

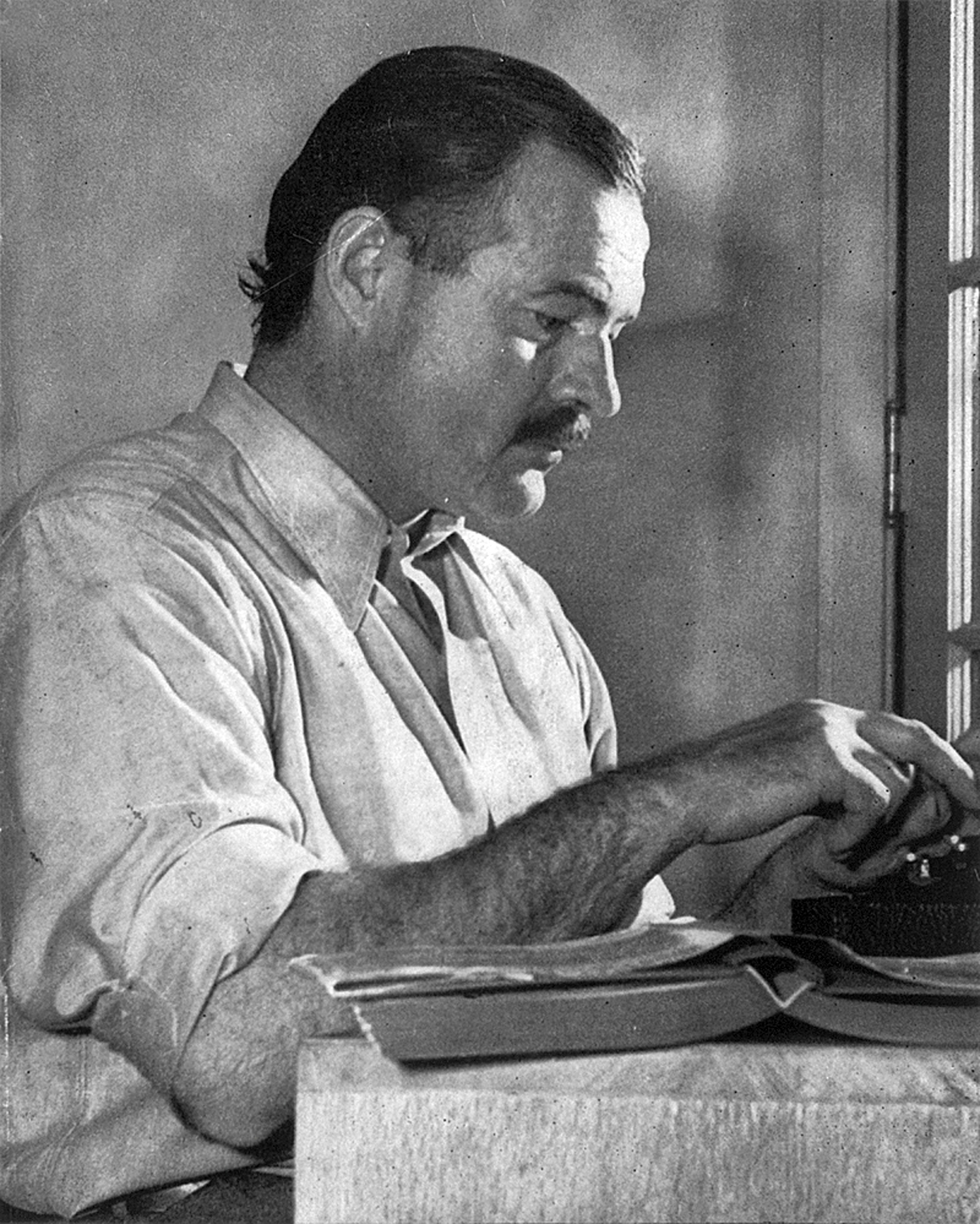
Хемингуэй работает над романом «По ком звонит колокол», декабрь 1939 года

Летом 1929 года в Испании автор готовился к созданию своей следующей книги «Смерть после полудня». Его основной целью было написать всеобъемлющий трактат о бое быков, полностью пояснив понятия тореро и корриды и снабдив книгу необходимыми глоссариями и примечаниями, так как Хемингуэй считал, что бой быков «представляет великий трагический интерес, касающийся буквально жизни и смерти».
В январе 1930 года Хемингуэй, с женой и друзьями, после девяти месяцев нахождения в Европе, на теплоходе через заход в Нью-Йорк, отправился в Ки-Уэст, где он в основном занимался рыбалкой, написав за целый год только один-единственный рассказ «Вино Вайоминга», но при этом периодически возвращался к созданию книги о бое быков и своих испанских впечатлениях.

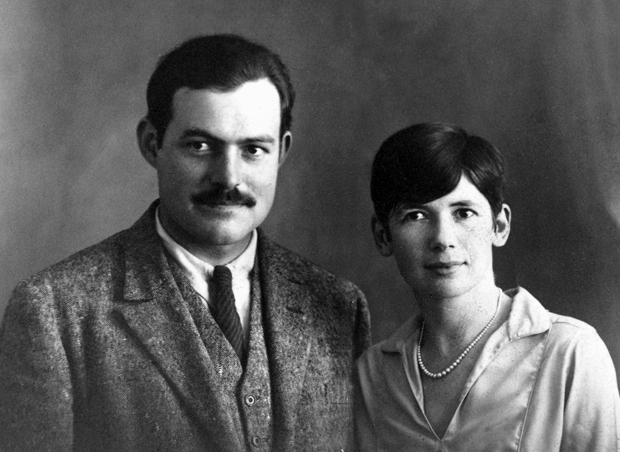
Эрнест и Полина Хемингуэй. Париж, 1927

Позже он продолжил работать над этой книгой (которая тогда получила своё окончательное название «Смерть после полудня») на ранчо Коди в штате Вайоминг, причём некоторую помощь в этом ему оказывала его жена Полин (Паулина). Биограф Бернис Керт отмечал, что Эрнест «ценил её литературный вкус выше, чем чей-либо ещё», что по мнению автора первой «женской» биографии писателя Мэри Дирборн является очень примечательным фактом, так как известно, что Хемингуэй очень ревниво относился к редактированию и внесению изменений в свои тексты, фактически признавая только правку орфографических и пунктуационных ошибок. В отличие от жены и сына, Эрнест решает остаться в этих местах и на осень, когда на вслед за рыбалкой придёт сезон охоты.
Создание этой книги потребовало от него больших усилий и усидчивости, так как он работал шесть дней в неделю и за месяц сумел написать около сорока тысяч слов. Своему постоянному редактору и издателю Максвеллу Перкинсу он сообщал, что «у него оставалось пива ещё на шесть кружек, а значит, и на шесть новых глав». Когда Перкинс отправил ему утверждённую версию нового издания сборника «В наше время» вместе с предложениями по улучшению и выборочному дополнению, писатель ответил, что не заинтересован в этом, отметив, что слишком хорошо поработал в последнее время, создавая новую книгу, чтобы «свежевать дохлую лошадь». Вечером 1 ноября он подвозил на автомобиле Джона Дос Пассоса в Биллингс после их десятидневной охоты, но не справился с управлением, выехав в кювет. Дос Пассос выбрался из перевёрнутых обломков машины практически невредимым, а вот Хемингуэй сломал правую руку, причём так, что её пришлось прибинтовать к телу, чтобы не усугубить травму.

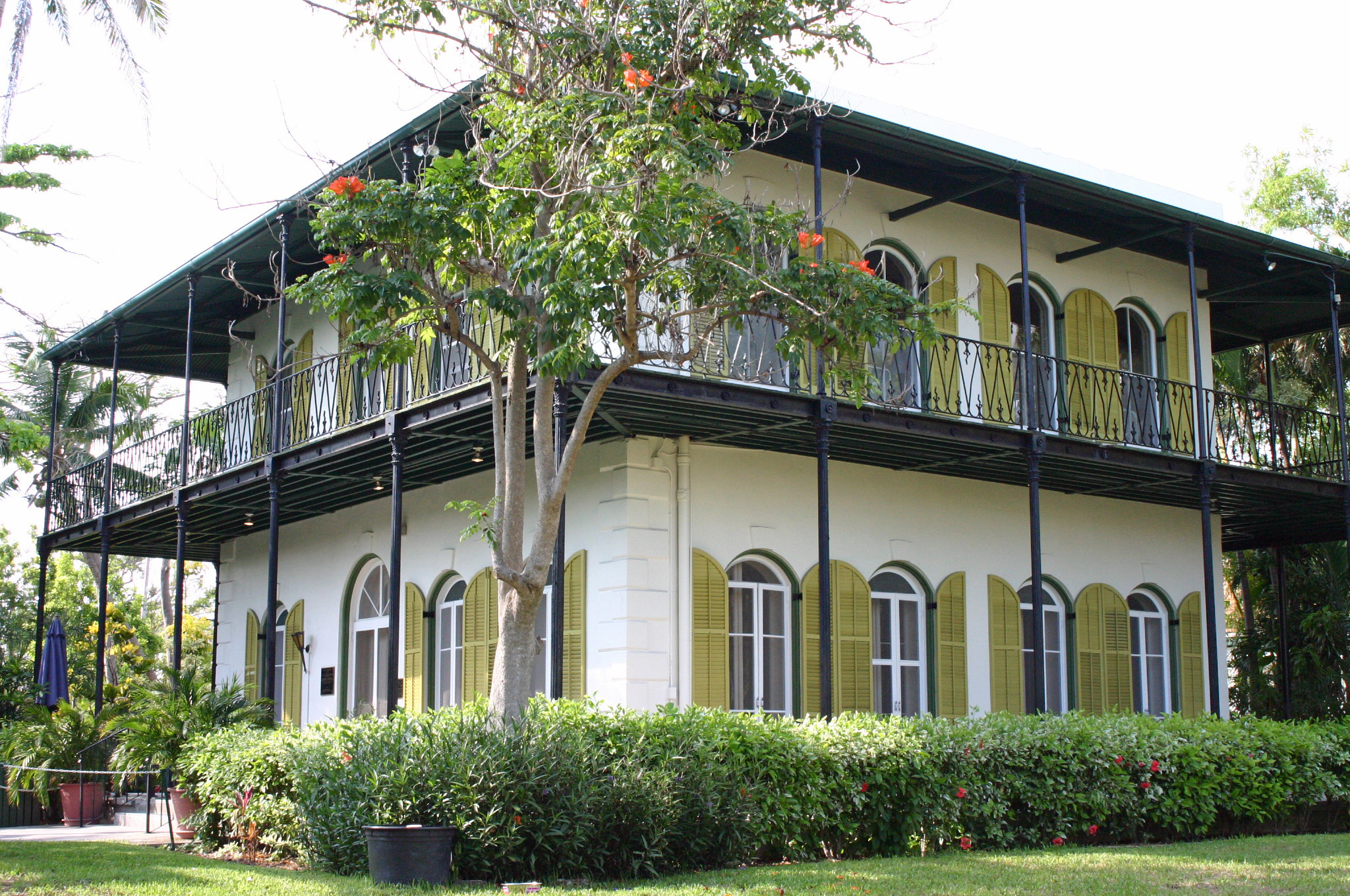
Дом Хемингуэя в Ки-Уэсте, Флорида, в котором он проживал в 1930-е годы

Писатель был госпитализирован в течение семи недель, а нервы на его пишущей руке заживали около года, во время которого он страдал от сильной боли. Хемингуэй поставил перед собой задачу завершить работу над книгой о бое быков к Рождеству, при этом он попытался диктовать её Полин, но к своему разочарованию выяснил, что в таком состоянии он не способен ничего творить, за исключением писем. Позже, уже несколько оправившись, несмотря на полупарализованную руку, он старался вести тот образ жизни, который ему нравился, и даже управлял лодкой одной рукой, выходя на рыбалку в районе Ки-Уэста.
После того как состояние его здоровья улучшилось, писатель, теперь уже нормально владея обеими руками, вернулся к работе, «охваченный стремлением переписать всех на свете» и ставя себе в качестве цели превзойти писателей-классиков, при этом не высоко оценивая своих современников: «Он написал Перкинсу, что хотел бы переплюнуть мёртвых мастеров. Для него настоящими конкурентами были только они, хотя Эрнест и признавал, что Уильям Фолкнер „чертовски хорош, когда хорош, но чаще всего бесполезен“».
Хемингуэй заканчивал работу над книгой в Испании, где в этот период происходили острые политические события в связи с установлением Второй Испанской Республики, сменившей монархическую власть карлистов, что в конечном итоге привело к Гражданской войне, в которой позже писатель принимал участие. Однако некоторое время он старался держаться вдали от политических событий и усиленно работал над последними главами своей книги о корриде. По его собственным словам, он «никогда не работал лучше, чем в последнее время». К лету 1931 году его интерес к политическим событиям усилился, что контрастировало с его прежней аполитичной позицией стремясь сконцентрироваться на базовой, изначальной «природе» испанского народа и его идентичности, по отношении к чему политические, партийный наслоения не имели никакого отношения. Однако в этот период писатель ещё стремился не ввязываться в политические акции, несмотря на то, что как католик первоначально сочувствовал испанским традиционалистам, а усиленно занимался работой над книгой, материал для которой ему помогали собирать несколько помощников. По наблюдению Мэри Дирборн в этом произведении он хотел передать не столько свод деталей, фактом, а самую суть корриды, а само это произведение «не сравнится ни с одной другой книгой из хемингуэевского канона по страсти, с которой писатель говорил о своём предмете».
Хемингуэй вернулся из Испании осенью 1931 года с «раздутой последней главой» и переводом испанского регламента (правилами проведения корриды), которые необходимо было обработать, что, по его мнению, поставит точку в «одной чертовски хорошей книге». Они с женой поселились в Канзас-Сити, что в Миссури, где стали готовиться к появлению второго ребёнка, который родился 12 ноября и получил имя Грегори Хэнкок Хемингуэй.

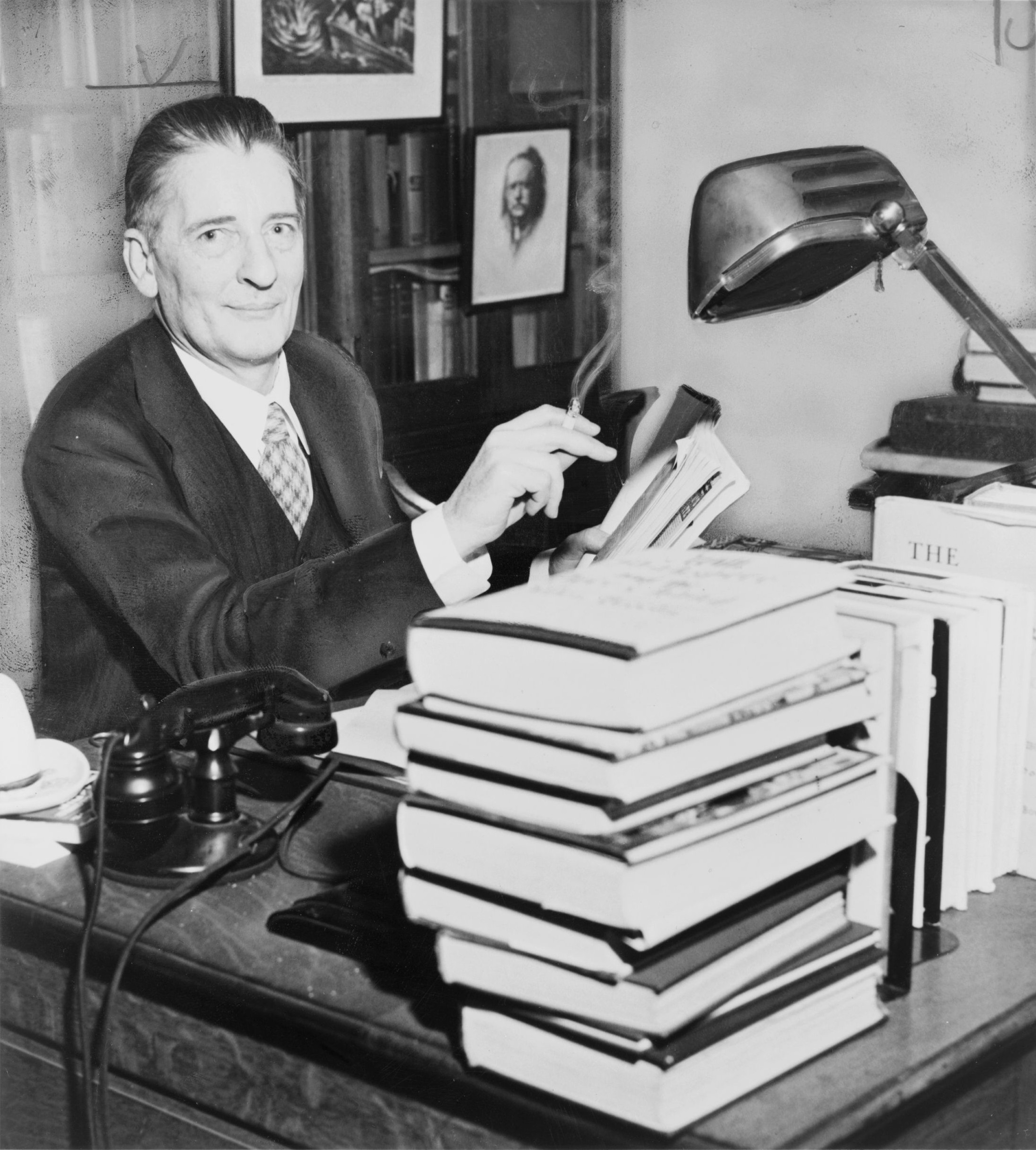
Редактор, издатель и друг писателя Максвелл Перкинс

Первого февраля 1932 года Максвелл Перкинс получил рукопись книги, над которой Хемингуэй «пахал не покладая рук». Прочтя книгу, его издатель, отмечая в письме Хемингуэю, что «глупо просто писать вам, что это грандиозная книга», заметил: «Книга приятно наваливается на тебя и становится чрезвычайно важной для того, кто всегда считал, что бой быков — это не очень-то важная вещь». Обсуждая через три дня серийный выпуск её в издательстве «Scribner’s Magazine», Перкинс дал ей следующую оценку: «Кажется, что она получилась глубже, чем должна была — а это признак великой книги!» Редакторские замечания, которые Перкинс предлагал, касались в основном формата и оформления издания. Так, он стремился, чтобы книга была достаточно большой по размерам и была снабжена иллюстрациями, но при этом не хотел устанавливать для неё слишком высокую цену. Кроме того, необходимо было принять решение, какие части рукописи следует отобрать для печатания в журнале: «Скверно это — выщипывать куски из такой книги, — писал Перкинс Хемингуэю. — Но с коммерческой точки зрения, как мы говорим, это ей только поможет».
Когда Хемингуэй вернулся с Тортуги, Перкинс обсудил с ним вопрос сокращения иллюстраций с двухсот до шестидесяти четырёх, при этом писатель был несколько разочарован тем, что книга в этом формате не станет роскошным фотоальбомом, как он себе это ранее представлял, но Дос Пассос выразил мнение о высоких качествах именно литературного текста, так как, по его словам, это было лучшее из когда-либо написанного об Испании, и посоветовал Хемингуэю убрать несколько страниц философских размышлений.
По замечанию биографа Перкинса писателя Эндрю Скотта Берга, издатель со своей стороны не предлагал никаких купюр:
Хотя если бы решился на это, он, возможно, улучшил бы книгу, слегка разбавив некоторую претенциозность хемингуэевского стиля. <…> Хемингуэй стал просто одержим самим собой и потерял контроль над творчеством. Перкинс видел его позёрство насквозь, и ему хотелось верить, что под ним скрывается сердце по-настоящему храброго человека. Он восхищался его жизнью, исполненной мужества, так же, как и его прозой.
По поводу культивируемой писателем маскулинности Зиппи Перкинс вспоминала, как однажды её отец сказал: «Хемингуэю нравится писать для тех из нас, кто никогда не сталкивается с опасностью лицом к лицу».

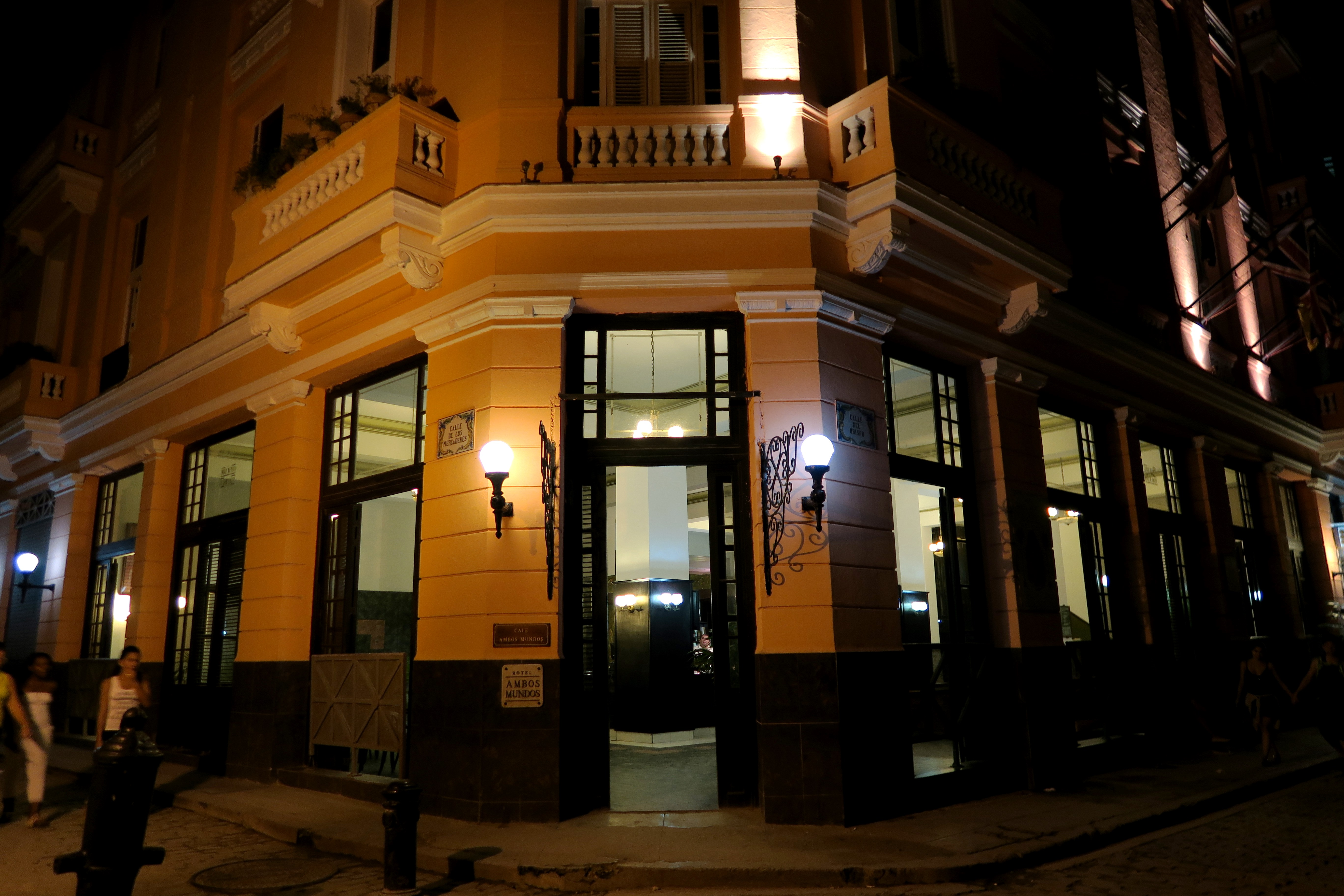
Отель Амбос Мундос в Гаване

Согласованную версию рукописи писатель проверял в отеле Ambos Mundos в Гаване, в который начиная с 1932 года и до 1939 года писатель неоднократно возвращался и где в этот период часто работал над своими произведениями. При этом он звал Перкинса погостить к себе, после чего последний мог бы забрать с собой утверждённую рукопись и фотографии с подписями, но издатель не смог тогда приехать по причине занятости. Хемингуэй вернулся домой во Флориду с высокой температурой и приступил к правке рукописи, которая буквально взбудоражила его, так как он обнаружил, что наверху страниц среди технических пометок было напечатано «Смерть Хемингуэя». Дело в том, что стандартная редакционно-типографская процедура предусматривала помечать каждую утверждённую страницу гранок фамилией автора и первым словом названия книги. По этому поводу он спросил у Перкинса, неужели ему кажется смешным поместить наверху каждой страницы слова «смерть Хемингуэя»: «Снова и снова натыкаясь взглядом на „Hemingway’s Death“, он укреплялся в мысли, что Макс должен был знать о том, насколько Хемингуэй суеверен и что всё это — „чертовски грязное дело“». Перкинс уверял его в обратном, заверив, что в этом не было злого умысла и вообще он про такие пометки не знал, так как был загружен работой в качестве главного редактора и вице-президента издательства.
В сентябре 1932 году книга была опубликована издательством «Charles Scribner’s Sons», и продажи, с учётом экономического кризиса, начались неплохо, достигнув цифры в пятнадцать тысяч экземпляров. Первоначальный тираж составил 10 300 экземпляров, по этому поводу критик Леонард Лефф заметил, что по своей сути это было не так уж и много для автора бестселлеров, но неплохо для книги о бое быков. Но во второй половине октября началось падение продаж — на целый месяц раньше обычного сезонного спада.
В СССР первое книжное издание писателя было осуществлено в 1934 году, когда вышел сборник Хемингуэя «Смерть после полудня», составителем, редактором и автором вступительной статьи которого выступил И. А. Кашкин. В этой книге было приведено всего лишь несколько страниц авторского текста, а первое полное издание эссе на русском языке было осуществлено лишь в 2015 году.

## Содержание и тематика

### Испанская тема и коррида в творчестве Хемингуэя

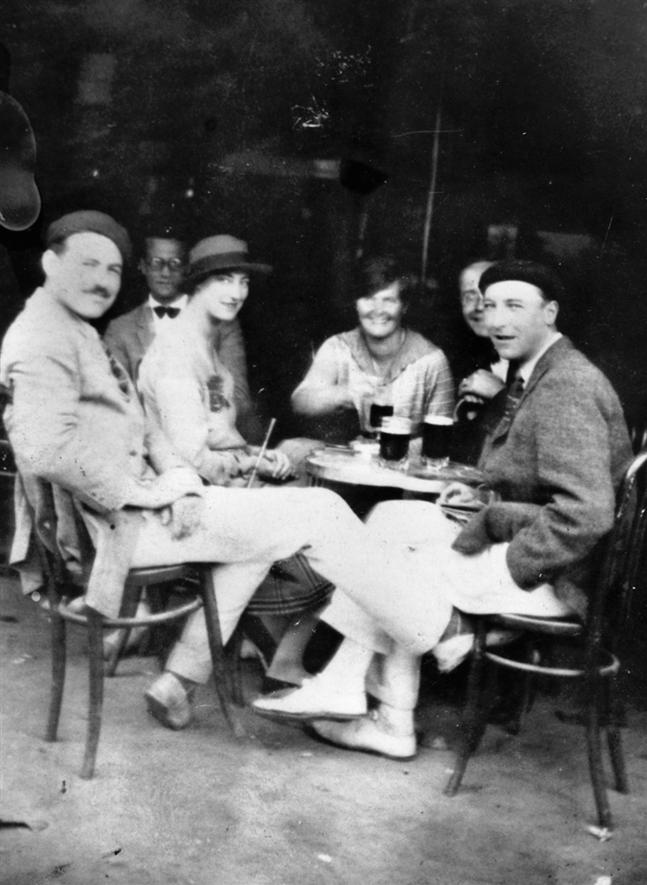
Писатель с первой женой и друзьями во время поездки в Испанию в 1925 году

Впервые Хемингуэй побывал в Испании в 1923 году вместе со своей первой женой Хедли Ричардсон Хемингуэй, когда посетил фестиваль Сан-Фермин в Памплоне, и тогда же он вживую увидел корриду, причём был очарован этим зрелищем. Страстное увлечение писателя боем быков не уменьшалось до конца его жизни, так что он даже решил посвятить этой испанской национальной традиции несколько своих книг. Супруги вернулись в Памплону в 1924 году, а также в июне 1925. Писатель регулярно посещал его вплоть до 1959 года. Испанские впечатления, и в частности фиеста, вдохновили его на создание первого романа «И восходит солнце» («Фиеста»). Последнее большое произведение, над которым писатель работал за год-полтора до самоубийства — «Опасное лето», в котором отражены эпизоды его последнего пребывания в Испании в 1959 году. По словам специалиста по американской литературе М. О. Мендельсона, прозаик с давних пор преклонялся перед моральным кодексом испанцев, который воплощён в слове «pundonor»: «Слово это означает, как говорит писатель в книге „Смерть после полудня“, одновременно „честь, честность, мужество, чувство собственного достоинства и гордость“. Мужественный человек, по убеждению Хемингуэя, не просто без трепета встречает опасность, но и обладает всеми перечисленными качествами». В этом романе прозаик также выразил свою любовь к Испании и её жителям: «Испания — это страна, которую после родины я люблю больше всех стран на свете». Кроме того, отмечается, что у Хемингуэя в целом существуют две главные темы, связанные с Испанией, которые проходят через всё его творчество как писателя и как журналиста: «Это романтика испанской корриды, единоборства человека и быка, и испанская гражданская война». Так, по мнению Константина Симонова, который был знаком с Хемингуэем по переписке: «Испания была местом действия первого романа Хемингуэя — „Фиеста“. Поездке в Испанию он посвятил страницы последней книги, над которой работал, — „Опасное лето“. И всё же если говорить об испанской теме в творчестве Хемингуэя, то в нашей памяти прежде всего, встают те вещи, которые Хемингуэй написал о гражданской войне в Испании как её свидетель и участник».
Испанский литературовед Мария Сальседо выделяет как основные причины страсти писателя к Испании и её культуре следующие мотивы: «Хемингуэю, как неоднократно отмечали его биографы, нравилось здесь всё: свет, тепло, запахи Испании, её еда, её вина, щедрость её земли, её народ. Он побывал практически во всех уголках страны, но больше всего ему нравился Мадрид, который он считал олицетворением всей страны». По её мнению, американский писатель был человеком жизнелюбивым, эмоциональным, обуреваемым сильными страстями, который «наслаждался и жил полной жизнью, не жалея себя», отражение чего он увидел и в испанской традиции: «Думаю, что коррида привлекала писателя именно своей красотой и своей страстью».
Идея написать рассказ-исследование корриды и связанных с ней аспектов у Хемингуэя появилась ещё в 1925 году. В течение последующих семи лет он просмотрел более 1500 боёв быков. О своём интересе Хемингуэй писал в начале эссе следующее:
Теперь, когда войны позади, единственное место, где можно видеть жизнь и смерть, вернее сказать, смерть насильственную, это арена для боя быков, и я страстно желал попасть в Испанию, где смог бы изучить сей феномен подробнее.
Писатель понимал, что эта тема не сможет серьёзно заинтересовать неискушённых американских читателей, но всё же решился на её развитие в литературной форме. Хемингуэй увлекался корридой много лет, и новая книга стала не только хорошим описанием многих аспектов боя быков, но и сводом всего, что знал автор об Испании. Многие сюжеты автобиографичны и взяты из многочисленных путешествий Эрнеста по стране. Кроме того, писателю доставляло удовольствие, находясь на корриде, быть не только зрителем: когда выпускали молодых быков со сточенными рогами и любители демонстрировали на них свою смелость и умение, Хемингуэю и самому приходилось выходить на арену. Но, по его собственным словам, он был для этого плохо приспособлен, указывая как недостаток свою фигуру: «…я слишком толст в тех местах, где нужна гибкость, и на арене я оказывался не чем другим, как манекеном или мишенью для быка»; доведись ему противостоять настоящему боевому быку, его бы «распороли, как бумажный пакет».

### Принцип айсберга
Свой творческий метод Хемингуэй назвал «принципом айсберга», который отражает его эстетическую позицию и к которому он неоднократно обращался в различные периоды своей жизни. В этом отношении получили известность слова Хемингуэя из этой книги, которые во многом характеризуют его отношение к литературному мастерству и поэтике его произведений:
Если писатель хорошо знает то, о чём пишет, он может опустить многое из того, что знает, и если он пишет правдиво, читатель почувствует всё опущенное так же сильно, как если бы писатель сказал об этом. Величавость движения айсберга в том, что он только на одну восьмую возвышается над поверхностью воды.
Принцип айсберга сводится к тому, что в литературном произведении не требуется детально описывать всё, что писатель знает по поводу происходящего в романе, так как читатель должен видеть лишь самую верхушку айсберга и по этому малому понять всё, что осталось от него скрыто. Таким образом недоговорённость преобразуется в подтекст и некоторая недосказанность может произвести гораздо большее ощущение, чем самые детализированные описания и разъяснения.
Эту же метафору об айсберге и литературе писатель повторил тридцать лет спустя в беседе с советским журналистом Генрихом Боровиком: «На видимую часть его семь частей скрыты под водой. Это его основание, и оно придаёт силу и мощь той верхушке, что видят люди. Чем больше вы знаете, чем больше „под водой“, тем мощнее ваш айсберг…» Дос Пассос в своей автобиографической книге «Лучшие времена» (1967) отмечал основательность, с которой его друг подходил к практически любому занятию, которым увлекался, так как тому, что его непосредственно интересовало в данный момент, он отдавался целиком и без остатка, до малейших подробностей изучая предмет своей страсти: «Будь то шестидневная велосипедная гонка, или бой быков, или лыжный шорт, или ловля форели, идущей на нерест, он упорствовал до последнего, пока не постигал, наконец, всего, что в этой области можно постичь. Он впивался как пиявка, и его было не оторвать, пока он не высосет последовательно всё, что хотел узнать». Дос Пассос сравнивал его поведение с пиявкой и отмечал, что он не встречал больше человека, настолько въедливого: «Некоторые из лучших вещей Хемингуэя являются следствием именно этого качества».

### Содержание
В кратком библиографическом замечании Хемингуэй признаётся, что книга не претендует ни на историческую непогрешимость, ни на всеобъемлющую полноту, а её содержание представляет собой скорее введение в современную испанскую корриду. Автор пытается «объяснить это зрелище с эмоциональной и практической точек зрения» и просит у экспертов снисхождения за свои технические объяснения.

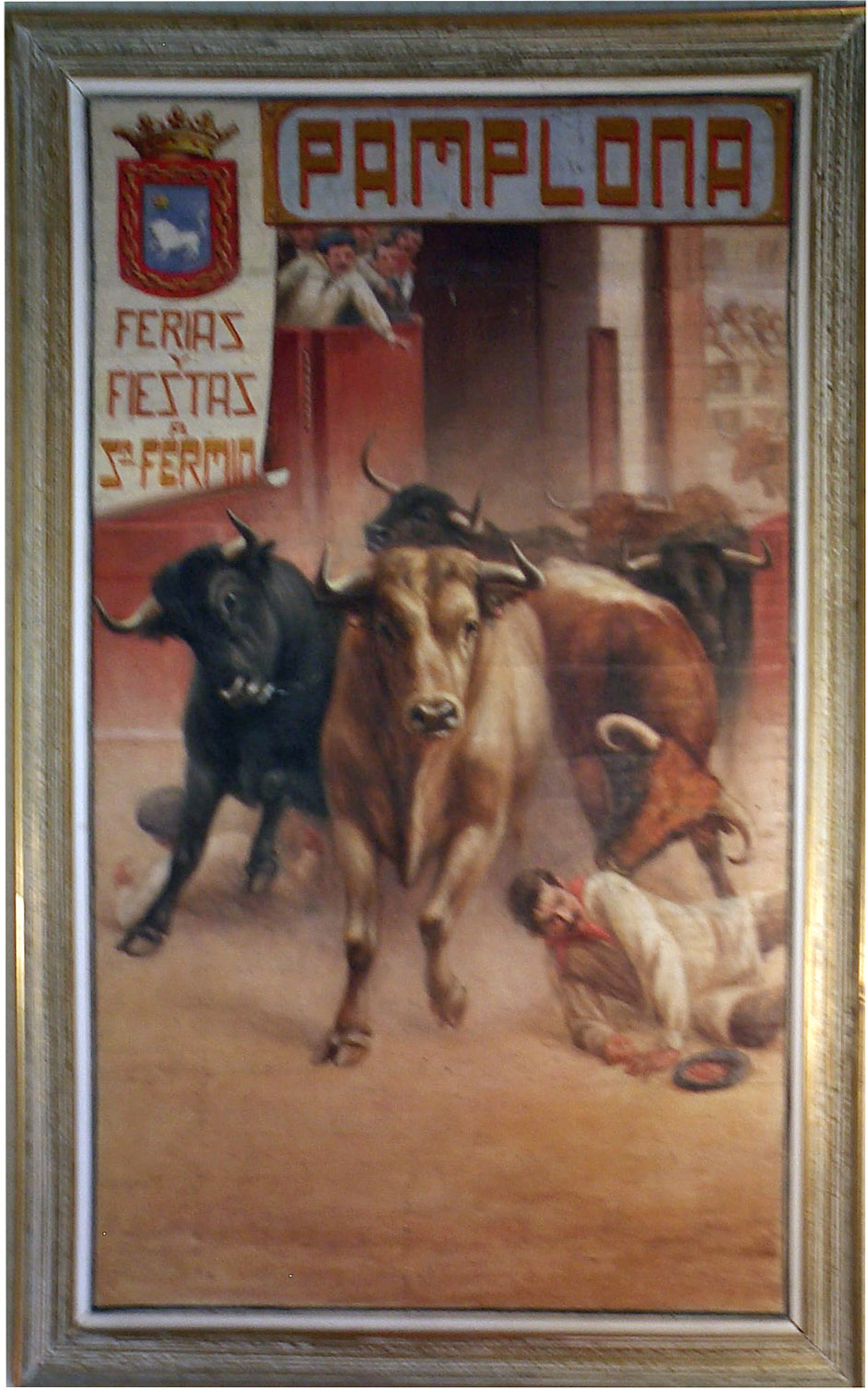
Исидоро Кальвет. Фиеста в Сан-Фермин

Автор описывает Испанию 1920—1930-х годов: её города, природу, обычаи и нравы населения. Но главным сюжетом книги остаётся коррида, которую Хемингуэй показывает как высокое искусство, подверженное со временем исчезновению. Автор утверждал, что, не считая церковного ритуала, бой быков — это то, что осталось незыблемым от старой Испании. Бой быков, писал он, представляет собой огромный трагический интерес, является вопросом жизни и смерти, высоким искусством, о котором мало кто знает за пределами Испании. Корриду автор рассматривает как яркое, волнующее народное празднество-фиесту, которое не ограничивается лишь границами арены, а вовлекает в свой круговорот весь город, все города, где происходит коррида, и всю страну.

Писатель считает, что бой быков не является спортивным мероприятием, так как это не состязание равных в рамках соперничества быка и человека. По его мнению, скорее следует вести речь о трагедии гибели быка, где для человека присутствует опасность, а для животного в любом случае исходом является смерть. Фактически матадор является человеком, бросающим вызов смерти; бык — это символ смерти, а матадор таким образом олицетворяет символ жизни. Живя с постоянным ощущением смерти, матадор становится очень отстранённым, так как в его мыслях неотступно поселилась смерть, в отличие от бандерильеро и пикадоров, поскольку для них опасность не столь зрима и фактически является относительной. Они лишь исполнители приказов, а их ответственность не столь велика как у матадоров, и самое важное, что они не убивают. На них не давит великая тяжесть перед боем. Всю подготовку к убийству и кровавый финальный акт действа полагается осуществлять матадору. Пикадоры замедляют быка, вынуждают его менять ритм атак и опускать голову. Роль бандерильеро приходится на начало схватки: они гоняют разъярённого быка, всаживают ему бандерильи в холку, но ни при каких обстоятельствах не изнуряют животное, чтобы оно попало в руки матадора практически в целости и сохранности, а тот с великим искусством обязан убить его спереди, вынудив склонить голову перед мулетой и вонзив шпагу между лопатками. По словам Хемингуэя, коррида — это единственный вид искусства, где есть угроза смерти артисту и где уровень гениальности выступления зависит от личной чести тореро: «В Испании честь более чем реальна. Такая вещь называется пундонор — это и честь, и неподкупность, и храбрость, чувство собственного достоинства и гордость».

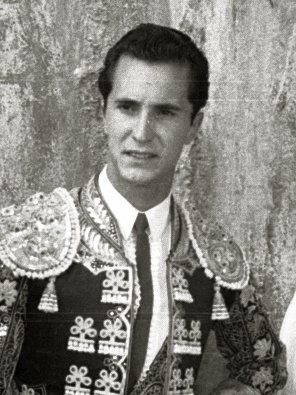
Луис Мигель Домингин, матадор и личный друг писателя

Бой быков без соперничества ничего не значит, но если соперничество происходит между двумя великими матадорами, оно грозит смертью одному из них, либо обоим. Потому, что если один из таких матадоров из боя в бой идёт на риск и делает то, что никто не может повторить, и это не дешёвый трюк, а опасная игра, которая возможна исключительно благодаря крепким нервам, стальной выдержке и храбрости, а другой постарается превзойти его, то в этом случае стоит только нервам соперника сдать хоть на мгновение, и такая попытка закончится тяжёлым ранением или смертью.
Важной частью книги являются фотографии, которым автор придавал большое значение и первоначально собрал их более четырёхсот. В итоге, под нажимом Перкинса, Эрнест отобрал восемьдесят одну фотографию, в число которых были включены портреты шестидесяти различных матадоров. Снимки Хемингуэй снабжает подробными описаниями, выражающими особенности изображённого.
В рассказе-исследовании имеется интересный персонаж Старая леди (англ. Old Lady), с которой писатель на страницах книги вступает в споры и разговоры, обсуждая различные аспекты корриды. Старая леди цепляется за слова и просит рассказать подробнее о чём-либо, и Хемингуэй начинает терпеливо объяснять суть вещей или понятий. Она как бы является «двигателем» повествования и задаёт вопросы, позволяющие автору свободно рассуждать. По словам писателя, он ввёл в повествование Пожилую даму для того, чтобы применить диалог: так как он хорошо известен мастерскими и продуманными диалогами, резюмирует Хемингуэй, и таким образом они несомненно должны присутствовать в книге.
Параллельно с исследованием искусства боя быков писатель говорит о литературе, о своих творческих и эстетических принципах, своих взглядах на борьбу старого и нового, о спасении мира.
Завершается книга итоговыми словами-размышлениями писателя о долге и о литературном мастерстве:
Главное остаться самому, сделать свою работу, увидеть, услышать, узнать и понять; и записать, если сумел в чём-то разобраться; но не раньше; но и, чёрт возьми, не чересчур поздно. Пусть те, кому хочется, спасают мир, лишь бы сам ты сумел увидеть его ясно и во всей полноте. Тогда любая часть, какую ты изобразишь, отразит собой целое, если только не искажена. Работать надо, вот что, и учиться это делать. Нет. Это ещё не книга, но всё же имелись вещи для разговора. Кое-какие дельные вещи, о которых надо было рассказать.

## Критика
После издания книги в сентябре 1932 года в прессе появились противоречивые отзывы о ней, во многих из которых звучали замечания по поводу излишней маскулинности и жестокости автора. Эдварду Уиксу, рецензенту из издания «Atlantic Bookshelf», в целом она понравилась, но при этом он отметил, что его раздражает нарочитая многословность стиля Хемингуэя, и выделил как недостаток следующее: «Сексуальная распущенность утомляет настолько же, насколько и шокирует, к тому же я терпеть не могу, когда он начинает строить из себя „крепкого парня“ литературы». Критик из «Times Literary Supplement» ставил в упрёк автору, что «его стиль раздражает, он перегружен маскулинностью, брутальностью и злостью». Роберт Коутс, рецензент журнала «The New Yorker» оценил, такого персонажа, как Пожилая дама, как искусственно введённый литературный приём, и заметил, что Хемингуэй «выражает горькое мнение о читателях, литераторах и в целом обо всём. Иногда его горечь доходит до раздражения». Кроме того, он процитировал из книги некоторые критические суждения в адрес Уильяма Фолкнера, Т. С. Элиота и Жана Кокто, однако допустил, что некоторые из них являются просто «блестяще, подкупающе честные». По этому поводу Хемингуэй недоумённо заметил, что в своём отзыве он фактически дал Фолкнеру положительную оценку.
Лишь несколько критиков принижали его в своих отзывах. Большинство же и вовсе отнеслись к книге небрежно, посчитав её незначительной. Перкинс объяснил это Эрнесту тем, что из соображений экономии газеты поручали рецензии своим же сотрудникам, вместо того чтобы нанять квалифицированных литературных критиков. Однако среди критиков предпринимались попытки более вдумчивого осмысления произведения. Так, Бен Редман выразил мнение, что книга написана прозой, которую можно назвать совершенной, благодаря абсолютной точности передачи авторских мыслей, помогающей читателю ощутить эмоции, которыми она так сильно насыщенна: «Ни один читатель не может проигнорировать тот факт, что коррида — трагическое искусство». Хершел Брикелл из «New York Herald Tribune», отмечая, что в «Смерти после полудня» передана сама сущность Хемингуэя, писал: «Эту книгу переполняет жизнь, энергичная, мощная, подвижная и неизменно занимательная».

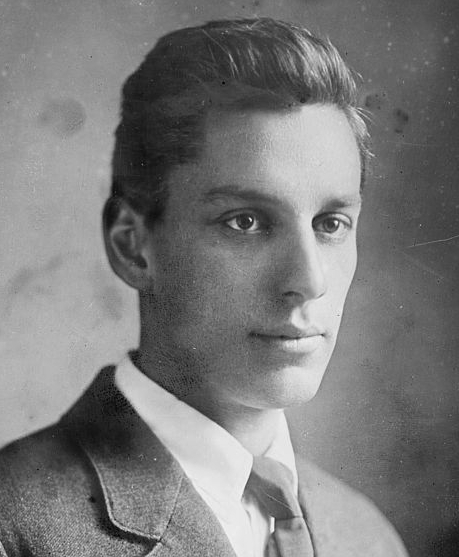
Макс Истмен

В июне 1933 года в «New Republic» вышла статья писателя Макса Истмена, автора нескольких книг, опубликованных в «Scribners», и бывшего друга Хемингуэя, которая вывела последнего из себя. В этой статье, озаглавленной «Бык после полудня» (англ. Bull in the Afternoon), Истмен, осуждая жестокость и несправедливость корриды (несмотря на некоторые похвалы) и назвав Хемингуэя чувствительным поэтом, обвинил его в инфантилизме и комплексах, которые он пытается камуфлировать нарочитой брутальностью. Так, по его мнению, автору эссе как зрелому мужчине не хватает спокойствия и уверенности в этом, а его проза «фонтанирует юношеской романтичностью и сентиментальностью» в отношении самых элементарных и обыденных вещей, причём под постоянной необходимостью писателя подчёркивать свою «полнокровную маскулинность явно скрываются некие особые обстоятельства». Кроме того, он заверял читателей в том, что Хемингуэй, впрыснув в творчество «немыслимое количество агрессии», породил целый литературный стиль, который можно сравнить с «накладными волосами для груди».
Возмущённый Хемингуэй принял этот отзыв как попытку поставить под сомнение его мужественность и написал в журнал письмо, в котором предложил редакции «посоветовать мистеру Максу Истмену разобраться с его ностальгическими размышлениями по поводу моей сексуальной недееспособности». После этого он написал письмо Перкинсу, в котором выразил намерение, что если ещё хоть раз увидит Истмена, то восстановит справедливость по-своему. Уязвлённый таким приёмом Хемингуэй добавил, что у него возникло огромное желание больше не публиковать «ни одной чёртовой книги», потому что толпы «свиней-критиков» просто не стоят его труда.
По его мнению, каждая фраза «всей этой чуши» была омерзительна, как блевотина, и он уверял, что любое слово, внесённое им в эту книгу, является правдой, и представляет собой результат тщательного и детализированного исследования. Хемингуэй полагал, что критики не могут успокоиться потому, что он — человек, который в состоянии «выбить всё дерьмо» из каждого из них и, что самое страшное для них, при этом способный писать.
По мнению российских литературоведов А. И. Петрушкина и С. З. Аграновича, в этой книге можно выявить анализ трёх слоёв сознания: буржуазно-обывательского (старая дама вместе с Олдосом Хаксли), которое писатель с презрением отвергает; стихийного народно-мифологического, объясняющего мир в единстве, но, по всей видимости, устаревшего; и сознания современных людей, знающих путь к спасению мира. Кроме того, в этой книге нашло отражение кризисное состояние писателя того периода, когда начиная с 1929 года и вплоть до 1937 года он не создал ни одного крупного произведения: «Но самое важное в ней то, что кризис был уже преодолён пониманием необходимости найти новые мировоззренческие ориентиры в трагическом мире первой половины XX века».
Несколько позже вышли мемуары «Автобиография Элис Б. Токлас» американской писательницы-модернистки Гертруды Стайн постоянно проживающей в Париже, написанные якобы от лица её многолетней подруги, в которых она упомянула некоторых из своих бывших друзей. В этой книге она указывает, что именно она познакомила Хемингуэя с корридой и что он был хрупким, не достаточно крепким, склонным к болезням и различным несчастным случаям. Как и в статье Истмена, она объединила образ «Хемингуэя-мужчины» и «Хемингуэя-писателя», затронув чувствительный для Эрнеста вопрос его силы и выносливости. Американская писательница выразила точку зрения, что именно она наряду с Шервудом Андерсоном в Париже сотворили писателя из неискушённого журналиста «Торонто Стар» и теперь «оба испытывали смесь гордости и стыда за результат работы своих мыслей». Хемингуэй был возмущён её мнением и выразил сожаление по поводу оценки, которую дала ему «бедная старушка Гертруда Стайн»; он испытывал по отношению к ней только жалость, потому что и книжку она написала чертовски «жалкую». Он выразил мнение, что когда напишет собственные мемуары, то они будут хорошими, потому что он сам никому не завидовал и память у него как стальной капкан.
В первом советском издании Хемингуэя советский литературовед И. А. Кашкин («больше всех сделавший для Хемингуэя в России»), в качестве эпиграфа к вступительной статье сборника использовал последние слова писателя из «Смерти после полудня». По мнению Кашкина, для творчества Хемингуэя вообще характерно необычайно правдивое отношение к материалу, при этом он не жалеет труда на то, чтобы подойти к нему вплотную, как не боится добросовестный и смелый матадор «вплотную» противостоять быку на арене: «Это видно хотя бы по удручающей добросовестности его трактата о бое быков». По замечанию известного популяризатора творчества Хемингуэя в СССР, первоначально кажется досадным тот факт, что на детальное овладение такой темой было, очевидно, потрачено столько труда, но затем Кашкин отмечает «исключительные в своём роде литературные достоинства» трактата. По его мнению, коррида для писателя — это дурман, дающий минутное напряжение и забвение действительности:
Он влечёт к себе отравленного смертью человека. Но бой быков для Хемингуэя — это и литературный анатомический театр, где заставляя себя не закрывать глаза ни перед чем страшным и отвратительным, он может вскрывать факт и препарировать восприятие. А это для него реальное дело. Вспомним, — основное, что осталось у Хемингуэя в жизни, это „работать и научиться этому“. И он учится. В лучших своих вещах он добивается дорогой простоты, заключающей в себе сложность, а порою и хорошей сложности, дорастающей до простоты.
Несмотря на то, что в этой вступительной статье Кашкин был вынужден сделать целый ряд оговорок и замечаний, обусловленных советскими реалиями, она не потеряла своего значения и до настоящего времени. После того как статья появилась в несколько изменённом виде в мае 1935 года под названием «Трагедия творчества» в английском издании советского журнала «Интернациональная литература», очень восприимчивый к критике Хемингуэй, получив номер журнала, в целом благожелательно ответил Кашкину, после чего у них завязалась активная переписка.
Внимание литературоведов также привлекало оригинальное содержание и своеобразная форма книги, которую воспринимают по-разному — как отрывки из путевого дневника, трактат о бое быков, общие рассуждения об искусстве, своеобразное эссе или литературный манифест. По мнению литературоведов Петрушкина А. И. и Аграновича С. З., в книге содержатся размышления о корриде, которые представлены на новом смысловом уровне. По их оценке, для писателя коррида прежде всего является неотъемлемой частью испанской народной карнавальной культуры (фиесты), а бой быков, оторванный от своих культурных истоков и корней, теряет своё назначение, превращаясь в псевдоискусство или, как это определяет сам автор, в искусство «декадентское», и в таком случае оно становится декоративным, мёртвым. Финальные слова книги большинство исследователей осмысливают как горькое признание писателя в отказе от борьбы, от участия в общественной жизни, как неверие не только в активную, преобразующую жизнь роль искусства, но и в искусство вообще. Однако Петрушкин и Агранович подчёркивают, что к правдивому и точному изображению жизни Хемингуэя, который, по их мнению, в то время находился в некотором творческом кризисе, понуждает непонимание противоречивых процессов современной действительности, не дававшее ему возможности обратиться к изображению жизни как к некой «целостной системе, осмыслить и показать её единство». Они отмечают, что Хемингуэй в этой книге горестно признаётся, что на данном этапе творчества он не может стать спасителем мира, но такая роль творца ему наиболее близка, и именно такие писатели вызывают у него зависть: «„Смерть после полудня“ — это книга о мировоззрении художника, его мучительных поисках этого мировоззрения».